# 陸鰲 (弘治進士)
陸鰲（1473年—1536年），字鎮卿，一字騰霄，號秋峰，錦衣衛籍直隸吳江縣人，明朝政治人物。

## 生平
弘治八年（1495年）乙卯科順天府鄉試第三十九名舉人。弘治十五年（1502年）中式壬戌科會試第二十四名，三甲第十名進士。授荆州府推官，擢工部都水司主事，管徐州百步洪，正德五年（1510年）三月改福建道监察御史，督捕京师東路盗贼，明年巡视山海关，七年巡按直隶顺天，弹劾顺天巡抚李贡，八年巡按河南，监河南鄉試，正德九年（1514年）出为浙江温州府知府，离任時温州人写诗嘲讽：温州太守陆秋峰，扫尽温州五邑空。只有江山移不去，临行写入画图中。十六年十一月升浙江布政使司右參政、督粮储。致仕家居十五年，嘉靖十五年七月十一日卒于家，年六十四。

## 家族
曾祖陸雙孫；祖父陸進；父陸祥，母龐氏。慈侍下。